# Karl Josef Müller

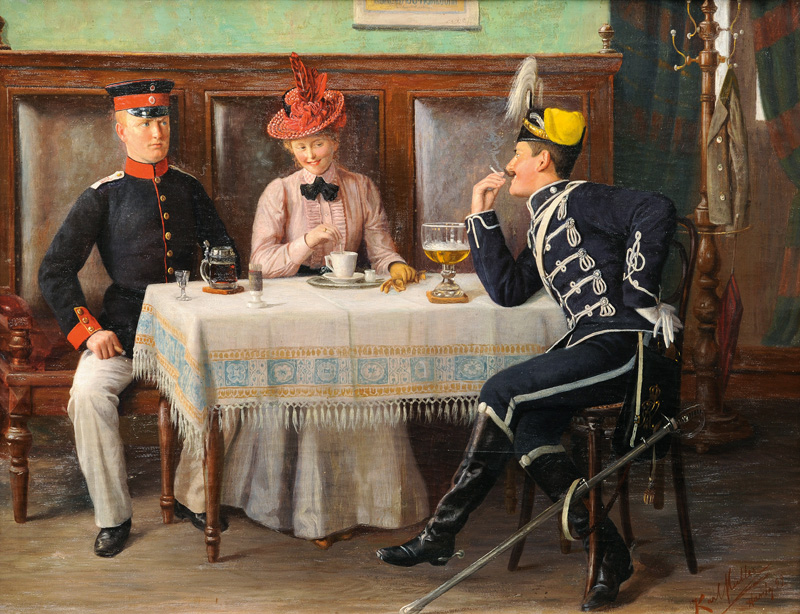
Der Ungebetene Gast, 1892

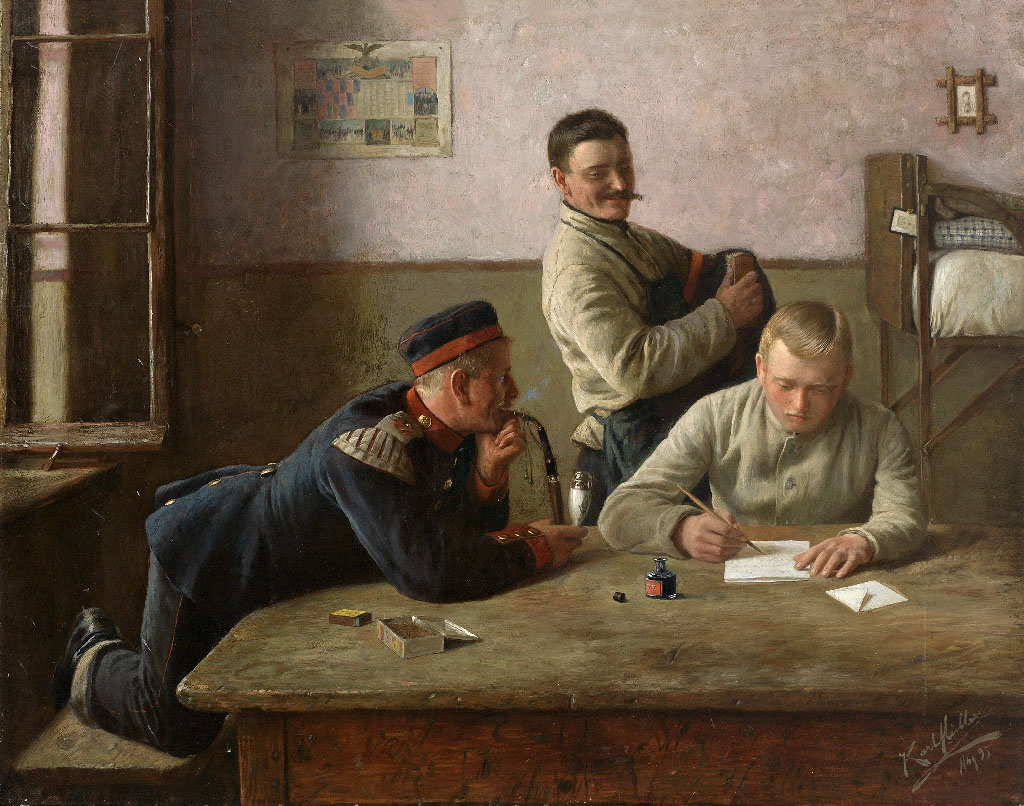
Drei Kameraden auf der Stube, 1895

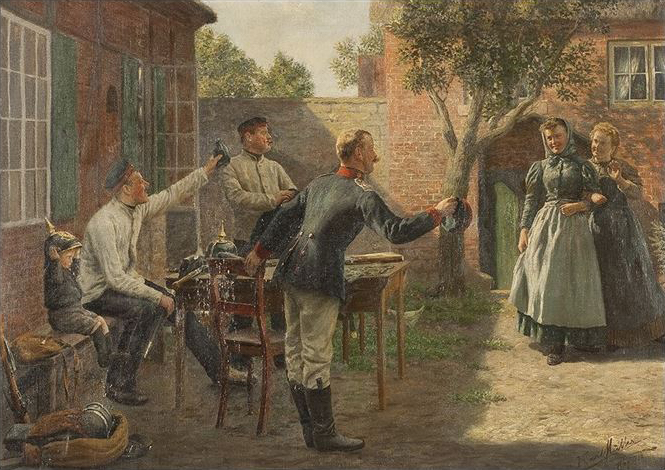
Die freudige Begrüßung, 1898

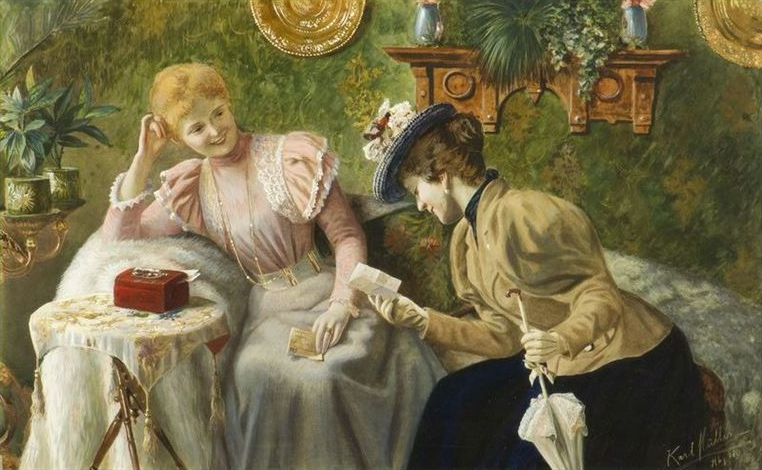
Zwei Damen (oder vielleicht Besuch der Freundin), 1898

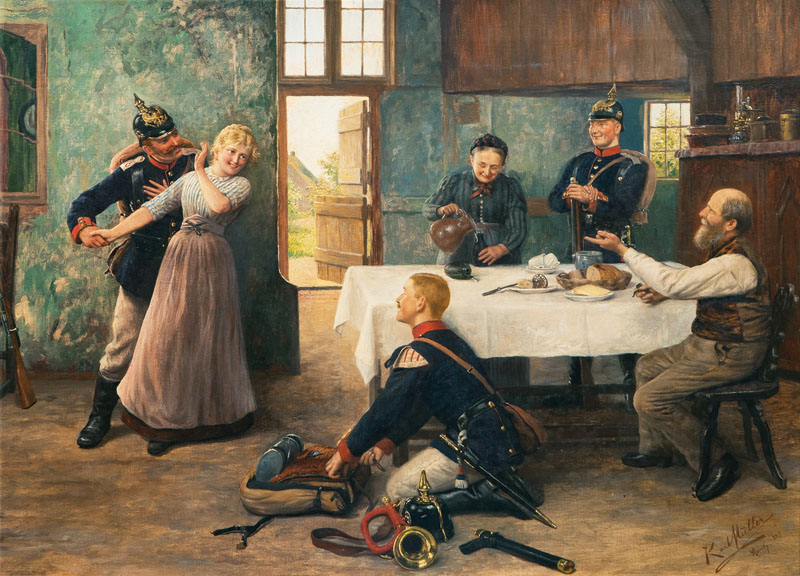
Der fröhliche Abschied, 1899

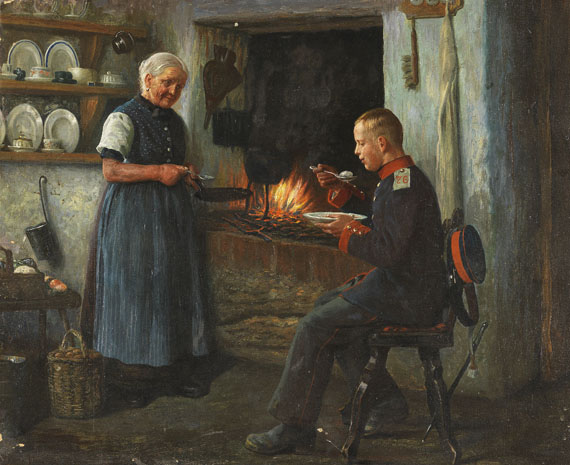
Die gute Verpflegung des jungen Soldaten vom 76er Regiment (auch Die Rückkehr), 189?

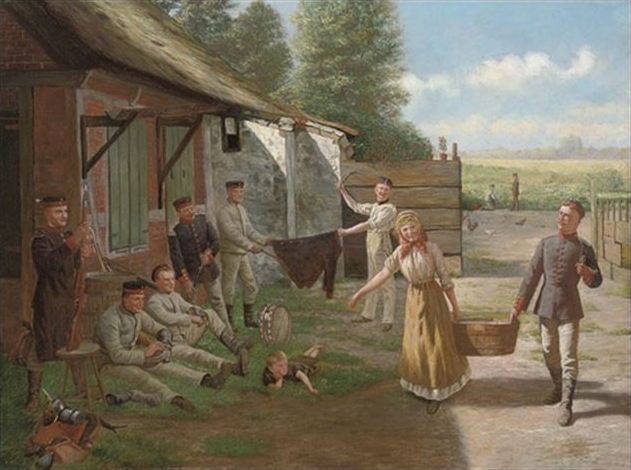
Eine helfende Hand, 1911

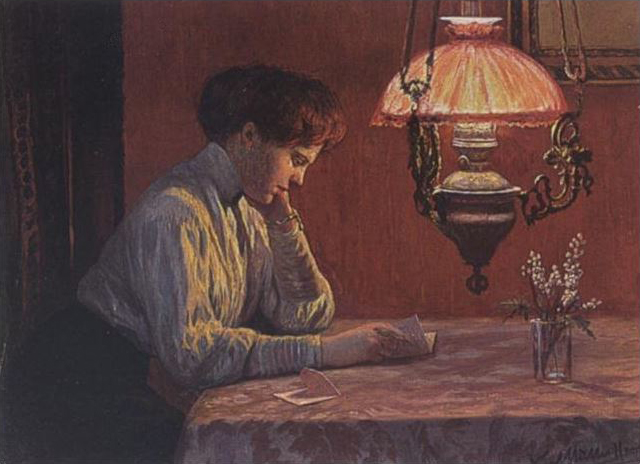
Lesende junge Frau beim Licht der Petroleumlampe (kleinere Version)

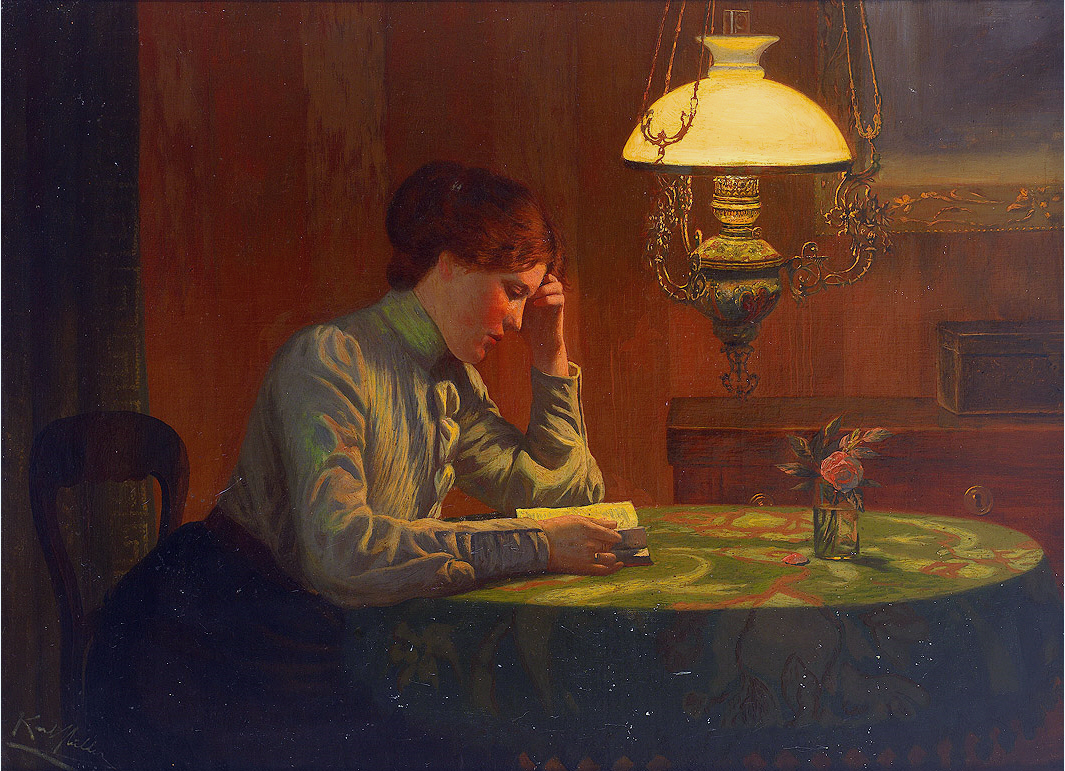
Lesende junge Frau beim Licht der Petroleumlampe (größere Version)

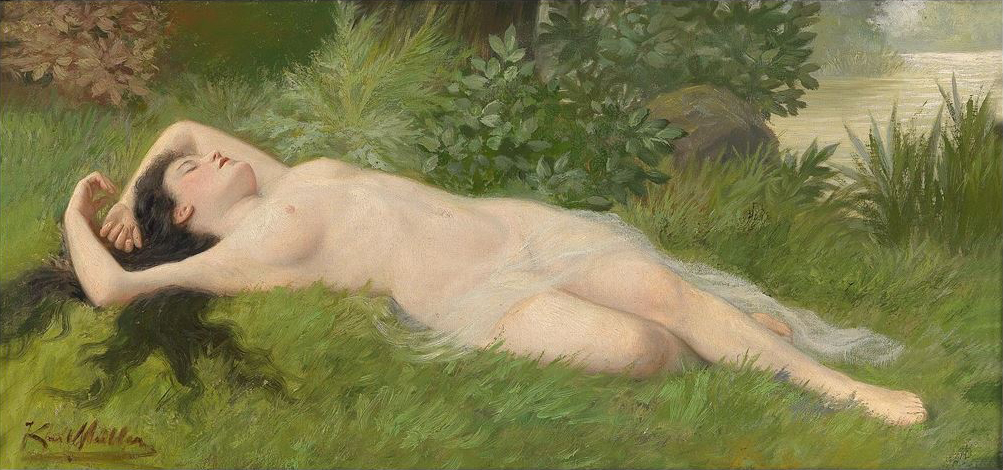
Weiblicher Akt in Landschaft

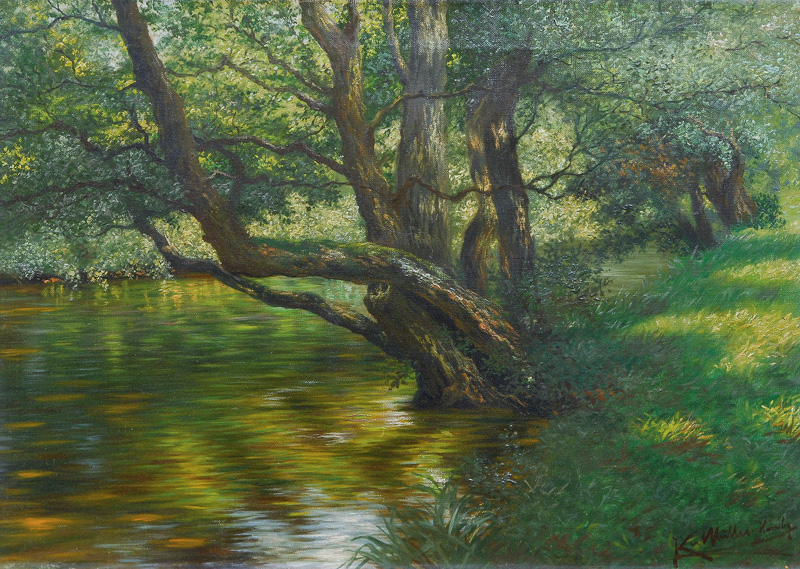
Am Alsterlauf

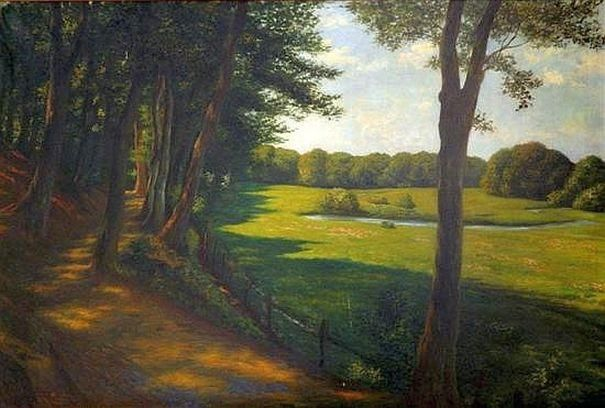
Alstertal bei Wellingsbüttel

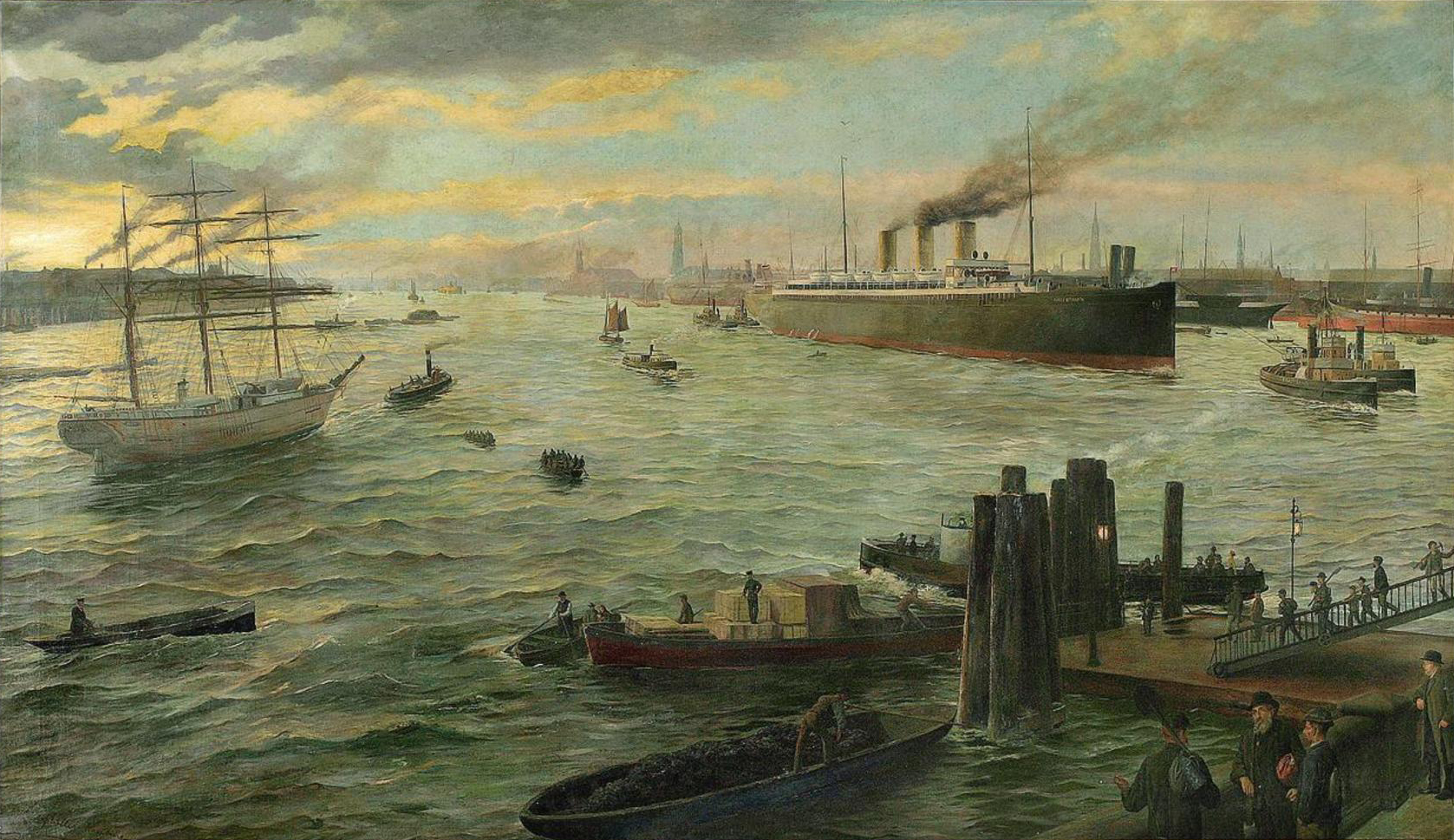
Hamburger Hafen mit Schnelldampfer Fürst Bismarck und Dreimastbark Noah

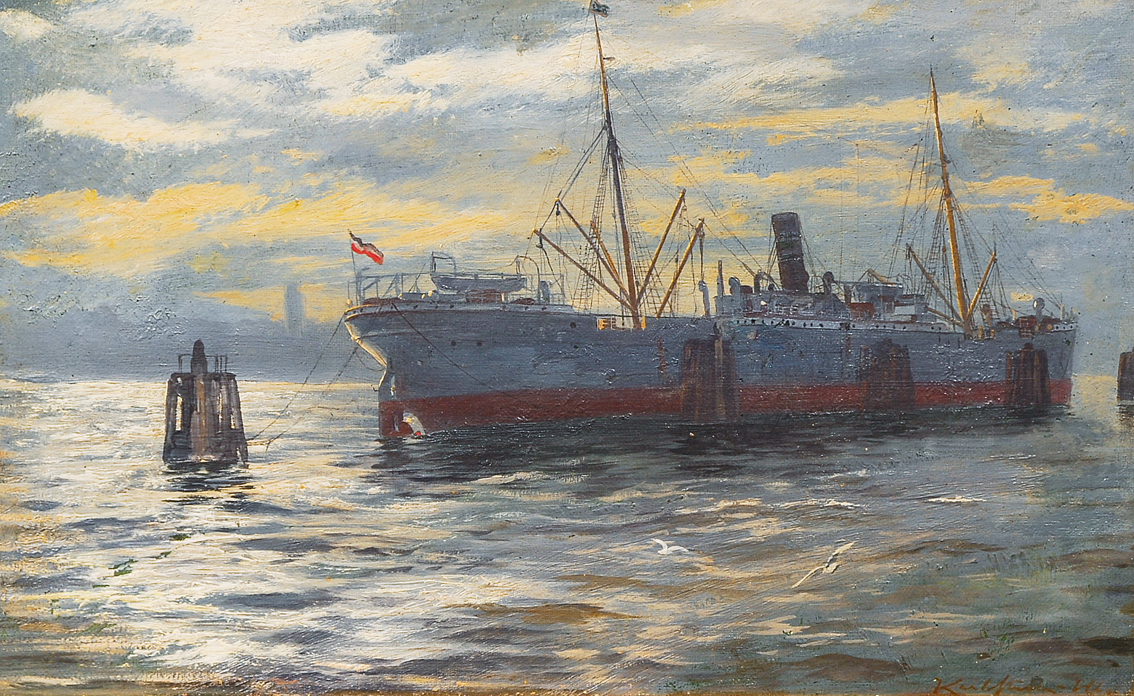
Frachtdampfer (Hamburger Hafen)

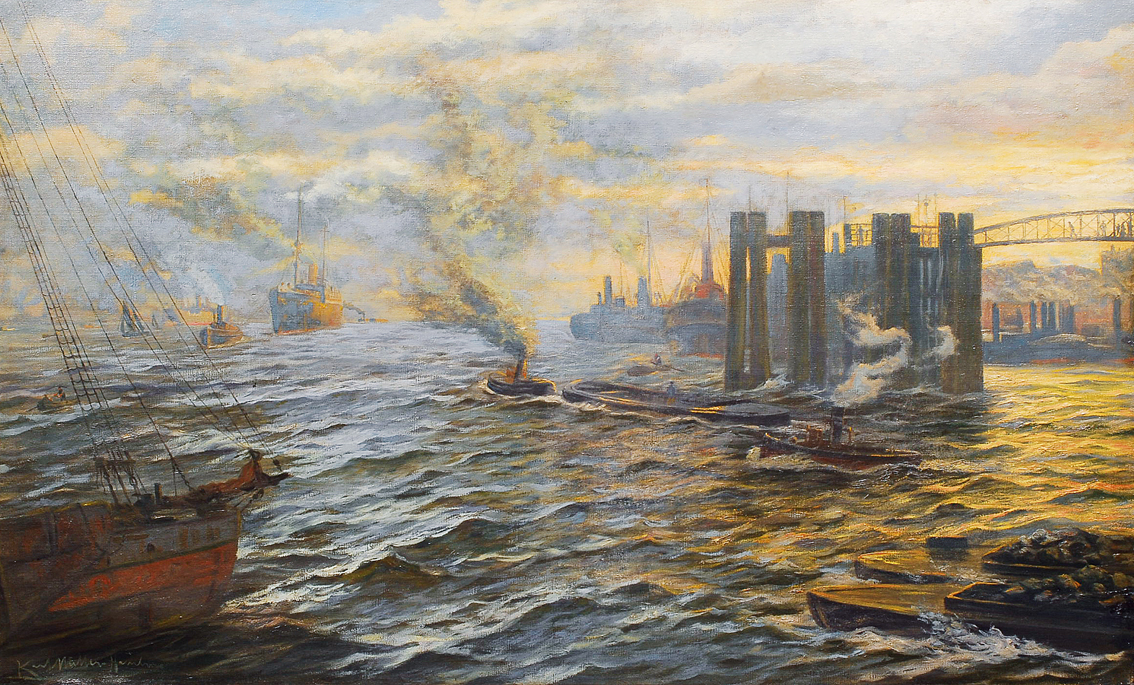
Hamburger Hafen (mit Brücke)

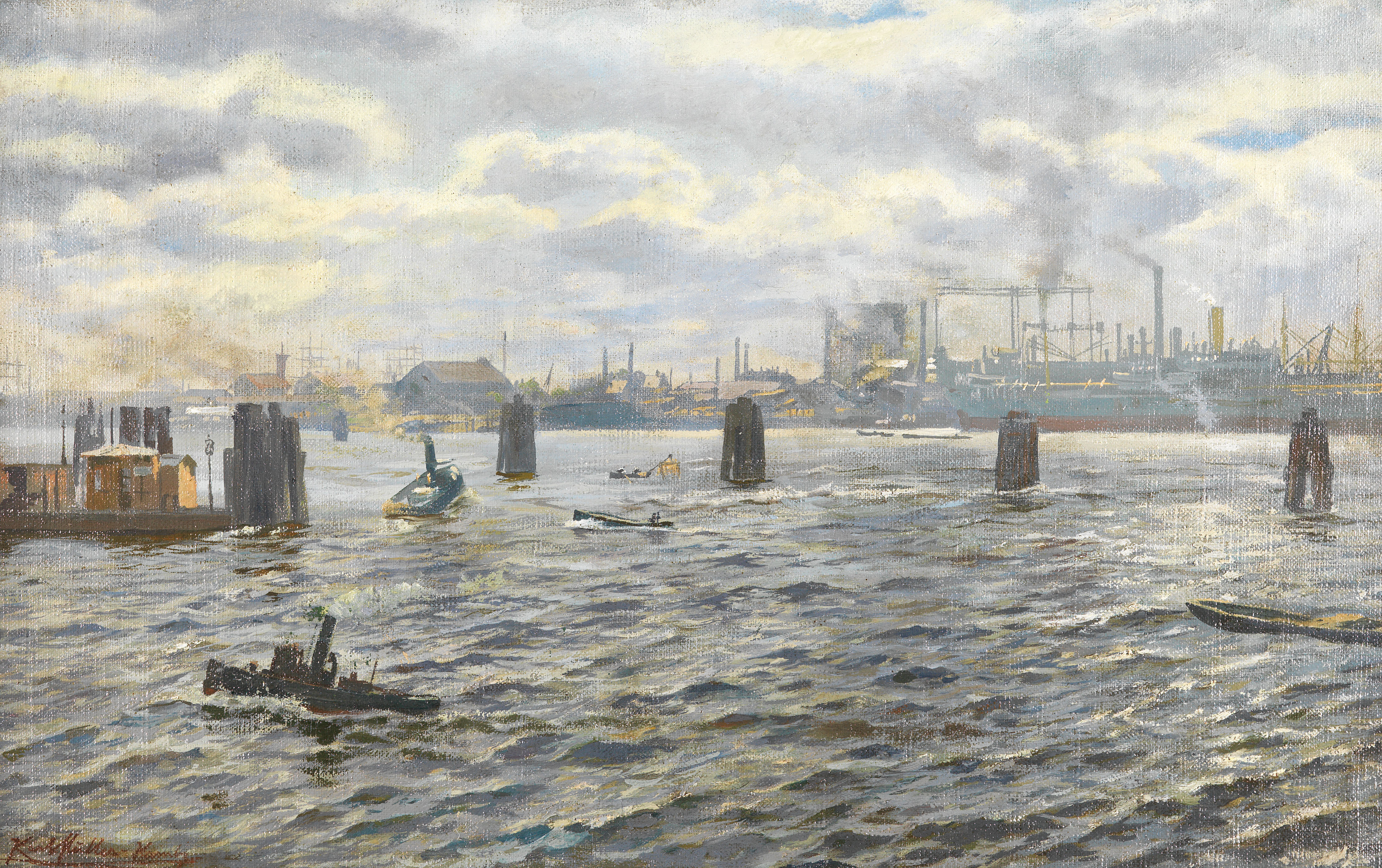
Hamburger Hafen

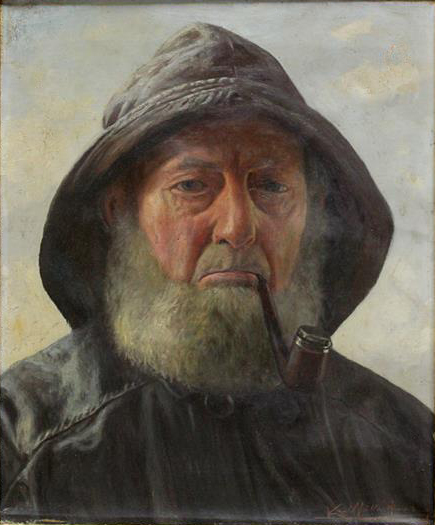
Porträt eines Fischers

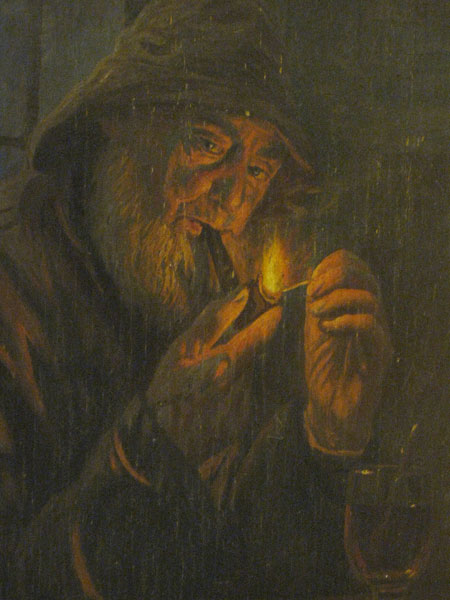
Fischer beim Anstecken einer Pfeife, 1923

Karl Josef Müller, auch Carl Josef Müller (* 19. Januar 1865 in Hamburg; † 29. Oktober 1942 im Ghetto Theresienstadt) war ein deutscher Maler und Lithograf, der seine Bilder mit Karl Müller signierte, meist mit dem Zusatz Hamburg.

## Leben
Karl Josef Müller wurde als Sohn des Zigarrenfabrikanten Abraham Müller und dessen Frau Henriette, geborene Burchard, in Hamburg-Altstadt geboren. Er war mit Ludwig Müller verwandt, der zusammen mit Max Marx Inhaber der Cigarrenfabrik M. Müller jr. in Hamburg war, die 1905 die Bezeichnung Waldorf Astoria Company samt Warenzeichenrechten von der amerikanischen Waldorf-Astoria Cigar Company erwarb und zusammen mit dem Hamburger Großhändler und Zigarettenimporteur Heinrich Abraham & Co. sowie mit Emil Molt die Waldorf-Astoria-Zigarettenfabrik gründete.
Nach dem Besuch der Israelitischen Stiftungsschule von 1815 absolvierte Karl Josef Müller eine dreijährige Lithografie-Lehre. Von 1886 bis 1888 folgte eine Ausbildung an der Königlich Sächsischen Kunstgewerbeschule in Dresden bei dem Historien- und Dekorationsmaler Ermenegildo Antonio Donadini. Danach studierte er an der Preußischen Akademie der Künste in Berlin bei Professor Hanke. In Hamburg leistete er beim 76er Infanterie-Regiment als Einjähriger ein Jahr Militärdienst, bei dem er Werke für die Kompanie und Manöverstudien anfertigte. Dies animierte ihn dazu, sich auch über den Militärdienst hinaus der Darstellung des Militärs zu widmen, was ihm den Spitznamen Soldatenmüller eintrug. Die Militärbilder versah er dabei mit einer gemütvollen Note. Neben den Militärbildern entstanden aber auch Szenen vom Hamburger Hafen, Landschaften, Akte, Porträts und Volksleben, letztere mit gemütvoller bis humoristischer Note. Der Kunstverein in Hamburg erwarb für die jährliche Verlosung des Vereins für 1893 das Ölgemälde Schleichpatrouille      und 1894 für eine Ausstellungslotterie ein Aquarell und eine Federzeichnung Müllers. Für die Verlosung von 1909 erwarb er die Aquarelle Auf dem Heimweg und Aus Vierlanden.
Mit 38 Jahren heiratete Müller 1903 in Hamburg Louise Rebecca Franziska Hauer (* 12. Februar 1872 in Hamburg), genannt Lieschen, die Tochter des Parfüm- und Seifenfabrikanten Martin Hauer. 1904 und 1911 wurden die beiden Töchter Karla und Lotte geboren, von denen Karla später Sängerin wurde und Lotte Schauspielerin. Karl Josef Müller war Mitglied in der Allgemeinen Deutschen Kunstgenossenschaft, im Hamburger Künstlerverein von 1832 und engagierte sich später im Jüdischen Kulturbund Hamburg. Aus Altersgründen nahm er nicht am Ersten Weltkrieg teil und malte nach dem Krieg keine Soldatenbilder mehr. Während der Inflation verlor die Familie Müller die Mittel und musste in den Folgejahren häufig umziehen, konnte aber zwischendurch nach Dänemark und Schweden reisen.
Nach der Machtergreifung der Nationalsozialisten wurde im September 1933 die Reichskulturkammer gegründet, der auch alle Künstler beitreten mussten. Künstler ohne Ariernachweis wurden nicht aufgenommen oder, soweit sie schon einer Kammer angehörten, später wieder ausgeschlossen. Es erfolgte dann ein Berufs- und Veröffentlichungsverbot. Die jüngere unverheiratete Tochter Lotte wurde 1933 am Berliner Staatstheater entlassen. Das Hamburger Fremdenblatt veröffentlichte in seiner Abendausgabe vom 6. Januar 1934 eine Seite mit Soldatenbildern von Karl Müller. 1938 wurde Karl Müller wegen seiner jüdischen Abstammung aus der Reichskulturkammer ausgeschlossen. Er engagierte sich im Hamburger Kulturbund Deutscher Juden. 1941 bekam er Unterstützung durch die Wohlfahrt.
In Hamburg-Winterhude befinden sich zum Gedenken an ihn und an seine Frau zwei Stolpersteine in der Cäcilienstraße 6, wo beide von 1933 bis 1937 wohnten und wo Karl Müller zum Malen im Sommer 1933 im Hintergarten einen einfachen Holzschuppen errichtete. Dessen Dach reichte bis unter die Fensterbank ihrer Erdgeschosswohnung. 1937 zog das Ehepaar innerhalb des Stadtteils in die Gryphiusstraße 7 um. Der letzte Wohnort in Hamburg war eine Wohnung in einem Haus im Martin-Brunn-Stift in der Frickestraße 24 in Hamburg-Eppendorf, das als sogenanntes Judenhaus die Funktion eines Deportationssammelquartiers erfüllte.

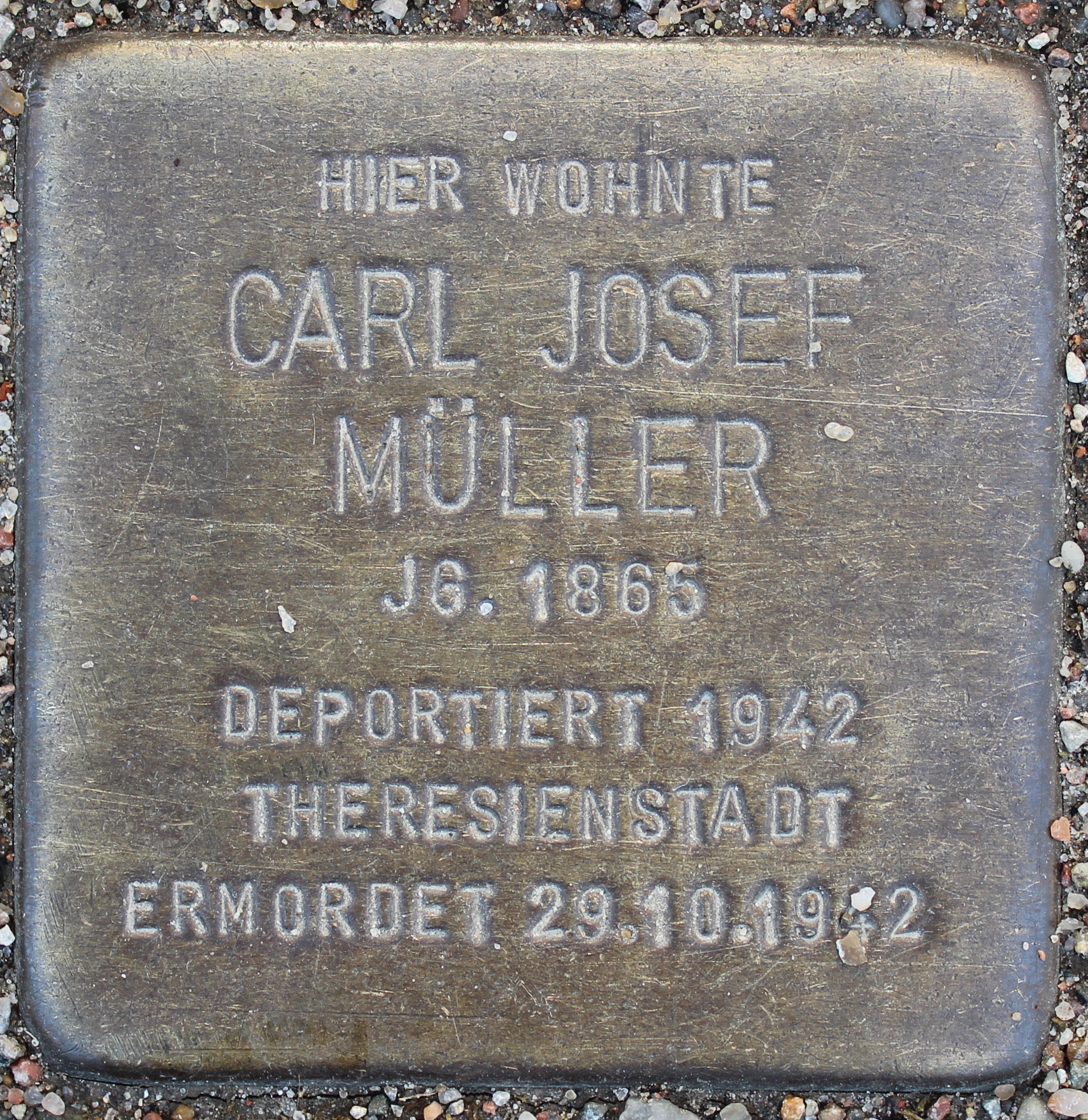
Stolperstein für Karl Josef Müller
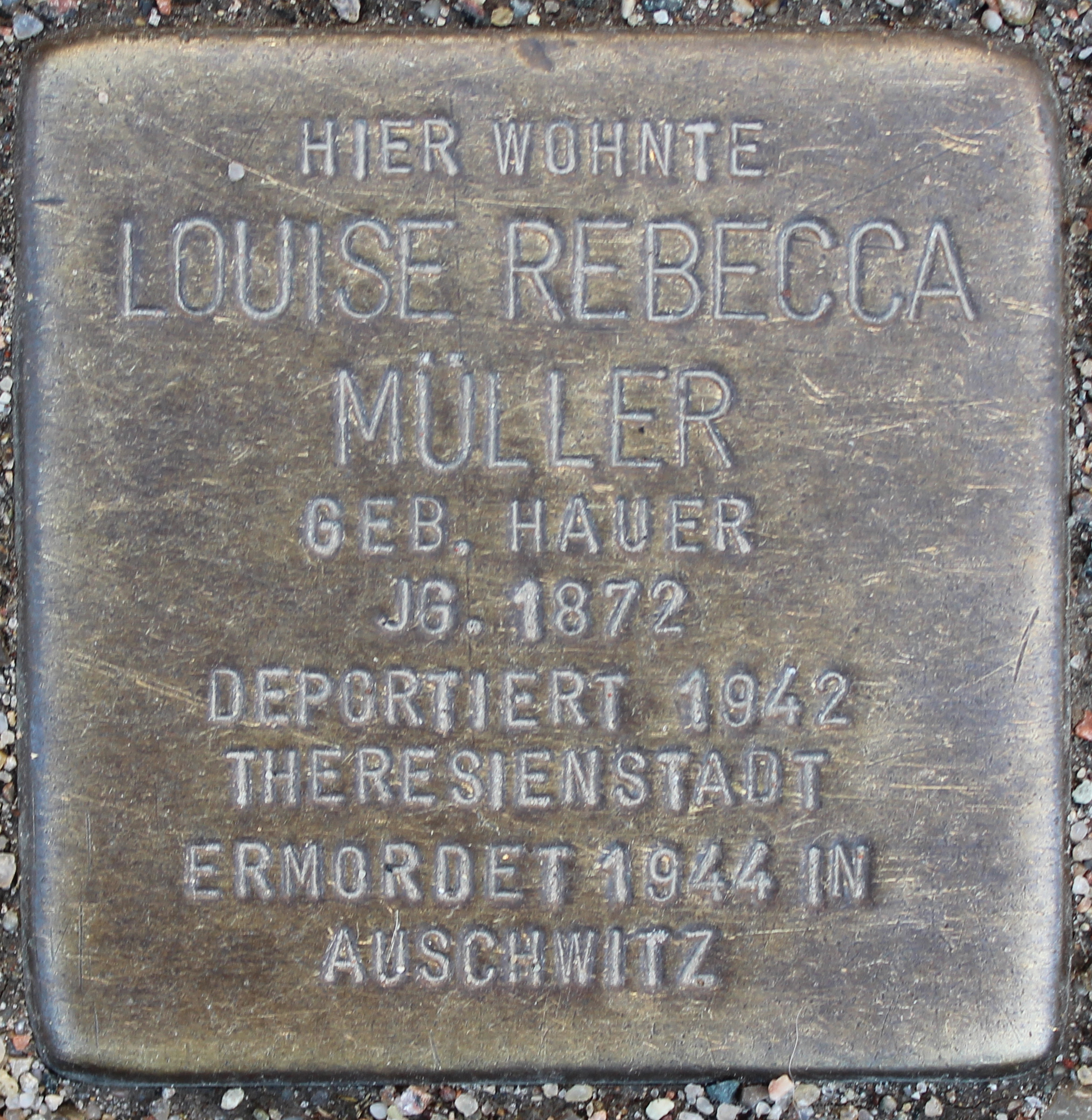
Stolperstein für Louise Rebecca Müller

Der Hamburger Kunsthändler Karl Heumann berichtete später dem Amt für Wiedergutmachung, er habe Karl Müller in der Frickestraße besucht, nachdem er von Karl Müller einen Brief bekommen hatte, in dem dieser ihn bat, ihm bei der Versendung einer größeren Anzahl von Studien und Bildern ins Ausland behilflich zu sein, denn es gab ein Gesetz, nach dem Gemälde, die einen unersetzlichen Verlust für den deutschen nationalen Kunstbesitz bedeuten würden, nicht ohne weiteres ausgeführt werden durften, ganz gleich, ob aus jüdischem oder arischem Besitz. Der Kunsthändler meinte sich zu erinnern, dass Karl Müller die Bilder nach Japan schicken wollte und dass er diesem eine Bestätigung geschrieben hatte, in der stand, dass gegen die Ausfuhr der Bilder keinerlei Bedenken bestände. Ob die Bilder dann ins Ausland transportiert wurden, konnte der Kunsthändler nicht sagen.
Am 15. Juli 1942 verließen Karl und Louise Müller mit Gepäck die Frickestraße 24, denn sie mussten sich in dem Gebäude der Volksschule in der Schanzenstraße 120 einfinden, das als Sammelstelle für zu deportierende Juden diente. Das Gepäck durfte pro Person maximal 50 Kilogramm wiegen, alle darüber hinausgehenden Besitztümer mussten zurückgelassen werden. Bei der Sammelstelle musste man eine entwürdigende Durchsuchung über sich ergehen lassen. Dann wurde man zum Unterzeichnen eines Dokumentes gezwungen, mit dem man den gesamten Besitz dem Deutschen Reich überschrieb. Auf dem Schulhof mussten die Deportierten in Mannschaftswagen der Staatspolizei einsteigen. Wer von den Alten nicht schnell genug die hohen Klapptritte an den Mannschaftswagen der Polizei erklimmen konnten, bekam einen Tritt in den Rücken, wusste die Augenzeugin Käthe Starke-Goldschmidt später zu berichten. Mit dem Mannschaftswagen ging es weiter bis zum Hannoverschen Bahnhof in Hamburg. Dort musste man in einen Zug mit Abteilen (noch keine Viehwagons, wie später üblich) umsteigen. Die Fahrt mit dem Zug dauerte rund einen Tag. Da noch keine Zubringerstrecke in das Ghetto Theresienstadt vorhanden war, hielt der Zug im nahegelegenen Ort Bauschowitz. Die Deportierten mussten die verbleibenden drei Kilometer zu Fuß laufen und dabei auch ihr Gepäck tragen. In dieser Zeit herrschte für die Bevölkerung des Ortes Ausgangssperre. Die Menschen, die nicht gehen konnten, fuhr man mit Lastwagen ins Ghetto. Der Transport mit den 926 Deportierten erreichte das Ghetto Theresienstadt am 16. Juli 1942 und trug den Namen Transport VI/1 (VI stand für Hamburg und 1 für den ersten Transport nach Theresienstadt). Karl Josef Müller verstarb dort am 29. Oktober 1942, laut Todesfallanzeige angeblich an Herzschwäche in Zimmer 9 der Zentralkrankenstuben. Die Kunsthistorikern Maike Bruhns gibt dagegen in Büchern an, dass er in Theresienstadt verhungert sei. Louise Rebecca Müller wurde am 15. Mai 1944 aus dem Ghetto Theresienstadt weiter ins Vernichtungslager KZ Auschwitz-Birkenau deportiert. Das genaue Todesdatum ist nicht bekannt. Zur Berechnung der Wiedergutmachungsansprüche wurde von einem Gericht der 8. Mai 1945 als Todesdatum festgesetzt.
Karl Josef Müllers Gemälde und Zeichnungen befinden sich hauptsächlich in Privatsammlungen, aber auch das Museum für Hamburgische Geschichte hat Gemälde von ihm in seiner Sammlung. Gemälde und Zeichnungen von ihm wurden unter anderem in Ausgaben der Zeitschrift Die Gartenlaube und im Hamburger Fremdenblatt abgebildet.

## Ausstellungsbeteiligungen (Auswahl)
Einzelausstellungen
- 1906: Kunstverein in Hamburg
- 1908: Kunstverein in Hamburg

Gemeinschaftsausstellungen
- 1894: Große Berliner Kunstausstellung – 2 Gemälde mit Manöverszenen[10]
- 1894: Große Kunstausstellung in Hamburg
- 1895: Internationale Ausstellung, Kunstvereins in Hamburg[11]
- 1905: Große Kunstausstellung in Hamburg[12]
- 1905: Ausstellung, Kunstverein in Hamburg
- 1906: Große Kunstausstellung in Hamburg
- 1906: Sonderausstellung des Ortsvereins Hamburg der Allgemeinen Deutschen Kunstgenossenschaft im Kunstverein in Hamburg[13][14]
- 1908: Große Kunstausstellung in Hamburg
- 1908: Jubiläumsausstellung des Hamburger Künstlervereins, Kunstverein in Hamburg – 3 Gemälde
- 1909: Ausstellung des Hamburger Künstlervereins, Kunstverein in Hamburg – 4 Gemälde
- 1909: Ausstellung, Kunstverein in Hamburg (Dezember) – 2 Aquarelle[15]
- 1910: Große Kunstausstellung in Hamburg
- 1910: Ausstellung des Hamburger Künstlervereins, Kunstverein in Hamburg – 3 Gemälde und eine Zeichnung
- 1911: Ausstellung, Kunstverein in Hamburg – 3 Gemälde
- 1912: Ausstellung von Werken Hamburger Künstler, Kunstverein in Hamburg – Ein Gemälde[16]
- 1912: Ausstellung des Hamburger Künstlervereins
- 1912: Galerie Commeter in Hamburg
- 1913: Galerie Commeter in Hamburg
- 1913: Ausstellung Werke Hamburger Künstler, veranstaltet vom Kunstverein in Hamburg – Ein Gemälde[17]
- 1913: Ausstellung des Hamburger Künstlervereins
- 1916: Ausstellung des Hamburger Künstlervereins, Kunstverein in Hamburg, im Johanneum am Speersort – Ein Ölgemälde
- 1918: Sonderausstellung des Hamburger Künstlervereins, Kunstverein in Hamburg – 2 Ölgemälde
- 1919: Ausstellung des Hamburger Künstlervereins, Kunstverein in Hamburg – Ein Ölgemälde[18]
- 1921: Ausstellung des Hamburger Künstlervereins
- 1921: Ausstellung des Altonaer Künstlervereins
- 1922: Ausstellung des Hamburger Künstlervereins
- 1925: Ausstellung des Hamburger Künstlervereins
- 1925: Juryfreie Kunstausstellung in Hamburg
- 1936: Ausstellung des Hamburger Künstlervereins
- 1938: Jüdisches Gemeinschaftshaus in Hamburg

Postum
- 1991: 400 Jahre Juden in Hamburg im Museum für Hamburgische Geschichte

## Werke (Auswahl)
Signatur: Karl Müller, manchmal K. Müller, mit dem Zusatz Hamburg oder Hbg. Bei kleinen Zeichnungen benutze er auch ein Monogramm mit den Initialen K und M, wobei oft der untere Teil vom K als linke Hälfte des oberen Teils vom M diente.
Maße: Breite × Höhe
- 189?: Die gute Verpflegung des jungen Soldaten vom 76er Regiment auch Die Rückkehr, Öl auf Leinwand, 55 × 46 cm (unleserlich datiert)
- 1891: Vorbereitung zum Dienst, Ölgemälde – Vielleicht das Gemälde Vorbereitung zum Appell, das in der Zeitschrift Die Gartenlaube von 1892 als Druck abgebildet ist.
- 1891: In der Wachstube, Ölgemälde
- 1891: Zapfenstreich, Ölgemälde
- 1891: Turnstunde, Ölgemälde
- 1891: Schleichpatrouille, Ölgemälde
- 1891: Rückkehr von der Felddienstübung, Ölgemälde
- 1892: Unentgeltliche Verteilung von abgekochtem Wasser in Hamburg (anlässlich der Choleraepidemie von 1892), Zeichnung – 1892 als Druck in der Zeitschrift Die Gartenlaube abgebildet
- 1892: Innenansicht der am Hansabrunnen errichteten Volksküche – 1892 als Druck in der Zeitschrift Die Gartenlaube abgebildet
- 1892: Außenansicht der am Hansabrunnen errichteten Volksküche – 1892 als Druck in der Zeitschrift Die Gartenlaube abgebildet
- 1892: „Krippe“ im Volksschulgebäude auf der Uhlenhorst – 1892 als Druck in der Zeitschrift Die Gartenlaube abgebildet
- 1892: Verwaist – 1892 als Druck in der Zeitschrift Die Gartenlaube abgebildet
- 1892: Die Staatsbarkasse beim Desinfizieren eines Elbekahns – 1892 als Druck in der Zeitschrift Die Gartenlaube abgebildet
- 1892: Desinfektionsraum in einer Cholera-Baracke – 1892 als Druck in der Zeitschrift Die Gartenlaube abgebildet
- 1892: Im Waisenhaus – 1892 als Druck in der Zeitschrift Die Gartenlaube abgebildet
- 1892: Eine Weihnachtsbescherung für Cholera-Waisen in Hamburg, Zeichnung – 1892 als Druck in der Zeitschrift Die Gartenlaube abgebildet
- 1892: Der ungebetene Gast, Öl auf Leinwand, 72 × 56,5 cm
- 1893: Einmarsch der 76er, schwarz-weißes Ölgemälde – 1930 erworben vom Museum für Hamburgische Geschichte
- 1893: Diensteifer, Ölgemälde – 1894 als Druck in der Zeitschrift Die Gartenlaube abgebildet
- 1894: Vom „Deutschen Journalisten- und Schriftstellertag“ zu Hamburg: Das Nachtfest auf der Alster am 30. Juni 1894, Zeichnung – 1894 als Druck in der Zeitschrift Die Gartenlaube abgebildet
- 1895 oder vorher: Drei Tage Kasten, Gemälde – 1895 als Druck in der Zeitschrift Die Gartenlaube abgebildet
- 1895 oder vorher: Auf dem Schießstand, Zeichnung – 1895 als Druck in der Zeitschrift Die Gartenlaube abgebildet
- 1895: Drei Kameraden auf der Stube, Öl auf Leinwand, 67,5 × 52 cm
- 1896: Heiteres Quartier, Gemälde – 1896 als Druck in der Zeitschrift Die Gartenlaube abgebildet
- 1897 oder vorher: Im Ratskeller des neuen Hamburger Rathauses, Zeichnung, 1897 als Druck in der Zeitschrift Das Buch für Alle abgebildet
- 1898 oder vorher: In der Instruktionsstunde, Gemälde – 1898 als Druck in der Zeitschrift Die Gartenlaube abgebildet
- 1898 oder vorher: Rentenauszahlung im Hamburger Hauptpostgebäude (Auszahlung von Alters-, Witwen- und Invalidenrente), Zeichnung, als Druck in der Zeitschrift Das Buch für Alle abgebildet
- 1898: Die freudige Begrüßung, Öl auf Leinwand, 70 × 50,5 cm
- 1898: Zwei Damen, Gouache, 36 × 22 cm (Vielleicht farbiges Bild Besuch der Freundin, das als Kunstbeilage VI in der Zeitschrift Die Gartenlaube 1899 abgedruckt war)[19]
- 1899: Der fröhliche Abschied, Öl auf Leinwand, 93 × 70 cm
- 189?: Hamburger Hafen mit Schnelldampfer Fürst Bismarck und Dreimastbark Noah, Öl auf Leinwand, 239 × 139,5 cm
- 1903: (oder vorher) Ein Leckerbissen, Gemälde – 1903 als Druck in der Zeitschrift Die Gartenlaube abgebildet
- 1904: Porträt Henry Jones (nach Amerika ausgewanderter Hamburger und einer der Gründer des B’nai-B’rith-Ordens. Die Hamburger Henry Jones-Loge war eine Loge des Ordens), anlässlich der Eröffnung des Logenheims der Henry Jones-Loge in der Hartungstraße 9–11
- 1904: Zeichnung und Lithografie für den Druck Hamburgs Zentral-Bahnhof in Wort und Bild frei nach Schiller, Motivformat 53,5 × 44,5 cm auf Blattformat 59 × 81 cm
- 1908: Markttreiben auf dem Hopfenmarkt, Gouache, 44 × 25 cm
- 1911: Eine helfende Hand, Öl auf Leinwand, 115,7 × 88 cm
- 1917: Bauernpaar vor Getreidefeld, Öl auf Leinwand, 48 × 63 cm[20]
- 1919: Alte Fahrensleute oder auch Lotsenzimmer, Ölgemälde – 1964 erworben vom Museum für Hamburgische Geschichte
- 1923: Fischer beim Anstecken einer Pfeife, Ölgemälde, 48,2 × 73,6 cm
- Vor 1926: Der Lotse, Öl auf Leinwand, 58 × 78 cm – Oktober 1926 versteigert bei Auktionshaus Carl F. Schlüter, Hamburg[21]
- 19??: Porträt eines Fischers, Öl auf Leinwand, 42 × 52 cm
- 1???: Kohlenleichterung, Öl auf Leinwand, 69,5 × 51 cm – Firma Sellhorn, Hamburg
- 1???: Porträt Ludwig Wolf
- 1???: Lesende junge Frau an einem Tisch beim Licht der Petroleumlampe, Öl auf Leinwand, auf Holz aufgezogen, 39 × 30,5 cm
- 1???: Lesende junge Frau an einem Tisch beim Licht der Petroleumlampe, Öl auf Leinwand, 67 × 48 cm
- 1???: Frau beim Kartoffelschälen vor reetgedeckter Hütte mit Ausblick aufs Meer, Öl auf Leinwand, 55 × 45 cm
- 1???: Weiblicher Akt in Landschaft liegend, Öl auf Leinwand, 48,5 × 23,5 cm
- 1???: Am Alsterlauf, Öl auf Leinwand, 69 × 50 cm
- 1???: Alstertal bei Wellingsbüttel, Öl auf Leinwand, 148 × 100 cm[22]
- 1???: Hamburger Hafen (mit einer Brücke), Öl auf Leinwand, 135 × 84 cm
- 1???: Hamburger Hafen, Öl auf Leinwand 75 × 45,5 cm
- 1???: Frachtdampfer (Hamburger Hafen), Öl auf Leinwand, auf Karton aufgezogen, 39 × 25 cm
- 1???: Familie am Tisch, Öl auf Leinwand, 60 × 43 cm[23]
- 1???: Bauer auf dem Weg zu einer Scheune, Öl auf Leinwand, 62 × 47,5 cm

## Publikationen (Auswahl)
- Karl Müller: Soldaten-Leben – Bilder aus der Garnison – 20 Lichtdrucke nach Originalen, Boysen, Hamburg 1891[24][25]
- Unsere Hamburger Jungens im Kriege 1870/71, Geschichte des Infanterie-Regiment Hamburg bis 1892 mit 24 Illustrationen
- Deutsche Kunst zu Hamburgs Gunst – Deutsches Künstler- und Schriftsteller-Album herausgegeben zum Besten der Notleidenden in Hamburg und Altona, Hamburg 1892, S. 21 (Digitalisat)